# HK PSG1
Das HK PSG1 (Präzisionsschützengewehr 1) ist ein Selbstlade-Scharfschützengewehr des deutschen Herstellers Heckler & Koch.

## Entwicklung und Einsatz
Die Waffe wurde nach der gescheiterten Befreiung bei der Geiselnahme von München entwickelt. Bei diesem Befreiungsversuch konnten die deutschen Einsatzkräfte der Polizei die Terroristen nicht schnell genug ausschalten, um das Töten der Geiseln zu verhindern. Heckler & Koch entwickelte daraufhin für den Einsatz bei Spezialeinheiten von Polizei und Militär aus dem HK-G3-Sturmgewehr beziehungsweise HK91 eine Waffe, die bei guter Zuverlässigkeit einen großen Munitionsvorrat (bis zu 20 Schuss bei Verwendung des G3-Magazins) bot. Als das Gewehr im Jahr 1985 verfügbar war, erwarb es sich schnell den Ruf, eines der präzisesten halbautomatischen Scharfschützengewehre der Welt mit einer Abweichung von weniger als 1 Bogenminute (engl. Minute-of-Angle, kurz MOA) zu sein. Es ist in der Lage, bei 50 Schuss einen 80-mm-Kreis auf 300 Meter zu erreichen.
Der Haupteinsatzzweck der Waffe ist laut Hersteller die Verwendung als „Polizei-Präzisionsschützengewehr“. Das Gewehr findet hauptsächlich bei Spezialeinheiten der Polizei Verwendung, da es – gegenüber anderen Selbstlade-Scharfschützengewehren – relativ teuer ist (Preis ab ca. 9000 US-Dollar) und für militärische Anforderungen eine zu geringe maximale Kampfentfernung von 600 Metern aufgrund des verbauten Zielfernrohrs hat.

## Aufbau
Die Waffe verfügt über einen Pistolengriff aus Holz mit verstellbarer Handballenauflage sowie eine längenverstellbare Schulterstütze mit höhenverstellbarer Wangenauflage und verstellbarer Schulteranlage. Damit der Schütze sich nicht vor der Schussabgabe durch das Geräusch des Verschlusses verrät, gibt es eine Schließhilfe. Der Abzug kann mit einem aufschiebbaren Triggerstop versehen werden. Der Handschutz kann ein Zweibein oder einen Schießriemen aufnehmen.
Die PSG1 wird ausschließlich mit einem 6×42-Zielfernrohr von Hensoldt mit beleuchtetem Absehen angeboten, das Einstellungen von 100 bis 600 Meter zulässt. Dies entspricht den Erfordernissen polizeilicher Scharfschützen, die mit einer kürzeren Schussentfernung operieren als militärische Scharfschützen, deren Kampfentfernung in der Regel erst bei 600 m beginnt.

## Andere Modelle
Im Jahr 2006 brachte Heckler & Koch das PSG1A1 auf den Markt, das sich in zwei Hauptpunkten von seinem Vorgänger unterscheidet: Zum einen wurde der Spannhebel um einige Grad gegen den Uhrzeigersinn gedreht, um die Kollision mit größeren und längeren Zielfernrohren beim Spannen zu vermeiden. Zum anderen wurde das Hensoldt-Zielfernrohr ausgetauscht, um Kampfentfernungen über die limitierende 600-Meter-Marke hinaus zu ermöglichen. Deswegen wird das PSG1A1 normalerweise mit einem Schmidt & Bender 3–12×50-Police-Marksman-II-Zielfernrohr ausgestattet, das auf 34-mm-Ringen montiert wird.
Außerdem existiert mit dem MSG90 A2 eine militärische Version des PSG1, die ein 10×42-Zielfernrohr verwendet und ca. 1 kg leichter ist.